# 克里斯·杰弗里斯
克里斯托弗·艾伦·杰弗里斯（英語：Christopher Allen Jefferies，1980年2月13日—），美国NBA联盟前职业篮球运动员。他在2002年的NBA选秀中第1轮第27顺位被洛杉矶湖人选中。